# Esclavage au XXe siècle
Soit par survivance du phénomène esclavagiste traditionnel, soit à travers de nouvelles formes dites « modernes », l'esclavage est resté une réalité au XXe siècle. De nombreux comportements systématiques (camps de concentration ou de travail, proxénétisme) ont ainsi progressivement été analysées comme de nouvelles formes d'esclavage.

## Situations coloniales
Malgré son interdiction par les colonisateurs, à la fin du XIXe siècle, l'esclavage continue d'exister dans le monde arabo-musulman jusqu'en 1980, date de l'abolition officielle de celui-ci par la Mauritanie. À noter que l'Arabie saoudite ne l'a aboli officiellement qu'en 1962. Cet esclavage fait partie de la traite dite orientale qui aurait déplacé environ 17 millions de noirs.
Dans les colonies, les colonisateurs ont préféré astreindre les populations locales au travail forcé. Dans les faits, le travail forcé constituait exactement les mêmes conditions pour les africains que dans les plantations: surexploitation, punitions corporelles, statut d'infériorité, répressions violentes, massacres. Sous Léopold II (au XIXe siècle), une importante campagne d'information et de réprobation fut lancée au Royaume-Uni contre l'attitude des colons au Congo Belge Zaïre. 

## Situation de pays communistes
En Union soviétique, Chine (et autres) déportation brutale vers des camps de travaux forcés (Goulag ou Laogai) où l'individu est assujetti à un travail à vie gratuit et dans des conditions qui l'écrasent. Souvent même, toute sa famille subit le même sort.

## Japon Shōwa
L'empire du Japon asservit plus de 18 millions de personnes lors de son expansion territoriale.  
Selon une étude conjointe de plusieurs historiens dont Zhifen Ju, Mitsuyoshi Himeta, Toru Kibo et Mark Peattie, plus de dix millions de civils chinois furent mobilisés de 1935 à 1945 par la Kōa-in (Agence de développement de l’Asie orientale) pour le travail forcé au Mandchoukouo. 
D'autre part, selon des documents retrouvés à la librairie du Congrès des États-Unis on estime qu’à Java, entre quatre et dix millions de romusha (travailleurs manuels) furent forcés de travailler pour les militaires japonais.  Près de 270 000 de ces travailleurs javanais furent envoyés vers d’autres régions de l'Extrême-Orient tenues par les Japonais.  Seuls 52 000 furent finalement rapatriés à Java, ce qui laisse entendre que le taux de mortalité fut de 80 %.
Plus de 100 000 civils et PGs moururent au cours de la construction du chemin de fer Birmanie-Siam.
Selon l’historien Akira Fujiwara, l'empereur Shōwa ratifia personnellement la décision de ne plus tenir compte des contraintes du droit international (Conventions de La Haye) pour le traitement des prisonniers de guerre chinois dans une directive du 5 août 1937.  Le même document précisait également aux officiers d’état-major qu’il n’y avait plus lieu d’utiliser le terme prisonnier de guerre.  
L'armée impériale japonaise implanta de plus dans la Sphère de coprospérité de la grande Asie orientale des « maisons de réconfort » où environ 200 000 femmes de réconfort furent soumises à l'esclavage sexuel pour les soldats shōwa.

## Allemagne nazie
Sur les portes d'entrées des Camp de travail (appelés aussi camps de concentration) il était souvent marqué : « Arbeit macht frei! » (« Le travail rend libre! »). En réalité c'était le bagne, le fouet, les chiens, les punitions corporelles, la faim, les maladies et pour beaucoup la mort. Les déportés sont souvent loués à des industriels donc ce sont effectivement des biens négociables. (ex : le film La Liste de Schindler).                     
Le Service du travail obligatoire (STO) a concerné toute l'Europe occupée par les armées allemandes. 
Nombre estimé de ces esclaves : 700 000

## Depuis la décolonisation
Plusieurs pays anciennement colonisateurs sont accusés de maintenir officieusement une situation de domination économique et politique qui maintient l'Afrique à l'état de réservoir de matières premières et de main-d'œuvre.
Certains pays arabes ont maintenu l'esclavage jusqu'au milieu du XXe siècle  : Arabie saoudite et Oman mais également chez les Maures de certaines colonies françaises, en Mauritanie et au Soudan français, et ce malgré sa suppression officielle. La Mauritanie supprima l'esclavage des Haratins en 1980 mais ne vota des sanctions pénales qu'en 2007  . Aujourd'hui, l'esclavage traditionnel résiste dans de nombreux pays d'Afrique et d'Asie, tandis que des pratiques de travail forcé d'esclavage sexuel et d'exploitation d'enfants sont régulièrement découvertes sur tous les continents.